# Associazione Calcio Ravenna 1940-1941
Questa pagina raccoglie le informazioni riguardanti l'Associazione Calcio Ravenna nelle competizioni ufficiali della stagione 1940-1941.

## Rosa
| N. |                   | Ruolo | Calciatore         |
| -- | ----------------- | ----- | ------------------ |
|    | Italia (bandiera) | D     | Giorgio Ballerini  |
|    | Italia (bandiera) | D     | Guido Berti        |
|    | Italia (bandiera) | C     | Pietro Bilotti     |
|    | Italia (bandiera) | P     | Pietro Borghi      |
|    | Italia (bandiera) | C     | Gino Bracci        |
|    | Italia (bandiera) | P     | Lino Casavecchia   |
|    | Italia (bandiera) | C     | Giacomo Cignani    |
|    | Italia (bandiera) | A     | Francesco Cortesi  |
|    | Italia (bandiera) | A     | Luigi Dalle Vacche |
|    | Italia (bandiera) | C     | Bruno Eduini       |
|    | Italia (bandiera) | D     | Mario Gagni        |
|    | Italia (bandiera) | C     | Giorgio Giorgioni  |
|    | Italia (bandiera) | D     | Giuliano Gobetto   |

| N. |                   | Ruolo | Calciatore        |
| -- | ----------------- | ----- | ----------------- |
|    | Italia (bandiera) | C     | Cesare Masini     |
|    | Italia (bandiera) | C     | Alfredo Mazzoni   |
|    | Italia (bandiera) | A     | Ariano Monti      |
|    | Italia (bandiera) | A     | Marino Morigi     |
|    | Italia (bandiera) | A     | Aldo Perugini     |
|    | Italia (bandiera) | A     | Enrico Roncuzzi   |
|    | Italia (bandiera) | D     | Alberto Rubboli   |
|    | Italia (bandiera) | C     | Gino Strocchi     |
|    | Italia (bandiera) | P     | Bruno Tussani     |
|    | Italia (bandiera) | A     | I. Vanni          |
|    | Italia (bandiera) | A     | Paolo Zampighi    |
|    | Italia (bandiera) | D     | Arcangelo Zerbini |